# Se il tempo fosse un gambero
Se il tempo fosse un gambero è una commedia musicale scritta da Iaia Fiastri e Bernardino Zapponi nel 1986 e diretta da Pietro Garinei. Il debutto avvenne a Roma al Teatro Sistina il 23 dicembre 1986, con repliche per i due anni successivi.
La commedia tenne a battesimo l'esordiente Nancy Brilli che, nonostante non avesse precedentemente mai recitato in nessuno spettacolo, superò il provino, assicurandosi il ruolo della protagonista. Le musiche furono scritte dal compositore Armando Trovajoli, che precedentemente aveva realizzato le colonne sonore di note commedie musicali del Sistina, come Rugantino, Aggiungi un posto a tavola, Bravo!. Protagonista istrionico fu Enrico Montesano.
La commedia venne ripresa dalla RAI nel 1988, al terzo anno di repliche.
Nel 2005 è andata in scena una nuova edizione dello spettacolo avente per protagonisti Max Giusti e Roberta Lanfranchi.

## Trama
Adelina è una pacifica vecchina che compie 80 anni, nubile e con la coscienza pulita. Nella circostanza del suo solitario compleanno, le appare un diavolo di seconda categoria, inviato in terra per redimersi agli occhi del Maligno (il capo dei diavoli): questo diavolo ha lo scopo di riportare Adelina indietro nel tempo, nel 1928 (cioè a quando lei aveva 20 anni), perché ella accetti la corte del principe polacco Amedeo Poniatowskij, che a suo tempo aveva rifiutato ma che, nel corso degli anni, aveva acceso in lei il sentimento del pentimento. Il Maligno ha infatti voglia di divertirsi alle spalle della coscienziosa e pia donna, portandola al peccato che aveva in gioventù scansato. Così Adelina si trova ringiovanita e catapultata in Campo de' Fiori a Roma, 60 anni prima, completamente immemore della sua vita "futura". Il diavolo segue le sue mosse, e quando vede che alla prima occasione Adelina si comporta allo stesso modo di prima, schiaffeggiando il principe Poniatowskij durante una sua avance, decide di scendere in gioco personalmente: fa allontanare lo chauffeur del principe, Max, e si traveste da questi.
Il diavolo-Max convince il principe a invitare Adelina ad un gran ballo al palazzo principesco, e convince anche la ragazza a recarvisi. Per fare questo, però, deve prima lottare contro un bulletto locale, Peppe er Bertuccia, che ambiva pretese sulla bella Adelina. Nella serata del grande evento a palazzo, tuttavia, Adelina non cede ancora alle avances del principe e gli dà un secondo schiaffo. Il diavolo-Max è disperato e tenta il tutto per tutto onde evitare di essere radiato dall'ordine dei diavoli: travestitosi da Sora Cleofe, comare della madre di Adelina, vince a sbarazzetta tutti i risparmi della famiglia di Sora Lalla, che si trova impossibilitata a pagare un'ipoteca sulla casa. Allora la di lei figlia Adelina si presenta al proprietario della banca, che guarda caso è proprio il principe Poniatowskij, e si concede a lui. Ma il diavolo-Max, invaghitosi ricambiato di Adelina, interviene in tempo e fa dare il terzo schiaffo al principe dalla giovane.
In seguito a questo episodio il Maligno appare al diavolo-Max e lo "sdiavola", privandolo dei poteri di diavolo e lasciandogli la sola identità posticcia di Max. Mentre Max, rassegnatosi alla sua nuova condizione, sta per correre da Adelina per dichiararsi, il principe è già in casa della donna e si è dichiarato: la sua offerta è allettante in quanto prevede anche l'abolizione dell'ipoteca sulla casa, che tanto preme a Sora Lalla. Come dimostrazione che tutti i nodi vengono al pettine, si scopre che Max, infatti, è in realtà un diavolo; egli cerca invano di spiegare che ha perso i poteri, ma Sora Cleofe presiede un processo che condanna Max al rogo; quando però questi sta per essere bruciato, la folla si accorge che il corpo del condannato proietta l'ombra: secondo la buona tradizione popolare, egli non può essere un diavolo poiché questi ultimi non proiettano le ombre come i mortali. Max viene quindi invitato a spiegare l'intera vicenda: dopo le spiegazioni di rito, viene accolto dalla comunità e sposerà Adelina. Nel momento in cui la felicità collettiva è al culmine, il Maligno fa però apparizione in scena per guastare le feste, volendo rimandare Adelina sessant'anni nel futuro, rimediando allo scarto temporale. Ma Max, con un astuto stratagemma, fa suonare le campane che fanno sparire il Maligno.
La scena torna così a sessant'anni dopo, sempre alla festa di compleanno di Adelina, ma stavolta festeggia anche Max, invecchiato anche lui. Lo spettacolo si conclude con un balletto dove compaiono tutti i personaggi che hanno segnato l'avventura dei due ormai anziani sposini.

## Personaggi
- Adelina; Inizialmente anziana e nubile affittuaria di un attico romano, viene fatta tornare giovane per intervento del diavolo, e data la sua avvenenza attira le attenzioni del principe Poniatowskij con il quale il diavolo-Max cerca in tutti i modi di farla convolare; ma alla fine si invaghirà di Max stesso, e si sposeranno nel finale a lieto fine.
- Il diavolo; Fa la sua comparsa solo all'inizio, per tentare Adelina e riportarla al 1928. Poi si travestirà da Max.
- Principe Poniatowskij; Principe polacco che desidera Adelina ma la ritiene inadatta ad un matrimonio. Max fa di tutto per buttare Adelina tra le sue braccia, ma poi quando si accorge di essersi innamorato anche lui di Adelina le impedisce di mantenere la promessa di concedersi al Principe.
- Max; Inizialmente ignaro chauffeur frusinate del principe Poniatowskij, verrà allontanato col pretesto della morte dello zio Amilcare e il suo posto verrà preso dal diavolo. Questi sotto le mentite spoglie di Max condurrà tutta la faticosa opera per far unire Adelina e il principe Poniatowskij, finché non si invaghirà della prima, subendo per questo la radiazione dall'ordine dei diavoli. Rimasto solo Max, l'ex-diavolo infine riuscirà a sposare Adelina rimanendo umano.
- Sora Lalla; Madre di Adelina, grande cuoca, sarebbe felice di vedere la figlia principessa e sposata al principe Poniatowskij. È amica di Sora Cleofe.
- Sora Cleofe; Comare di Sora Lalla, dalla corporatura a dir poco robusta, subirà le conseguenze del travestimento da lei del diavolo-Max. È una grande giocatrice di sbarazzetta.
- Oste; Proprietario del Tango, locale frequentato dai bulletti romani; legato a Peppe er Bertuccia.
- Peppe er Bertuccia; Bullo romano, frequentatore del Tango, brama Adelina, e si scontra con Cirifischio venendone sconfitto e trasformato temporaneamente in una vera bertuccia.
- Cirifischio; In realtà è sempre il diavolo, travestito da bulletto per far abbassare le penne a Peppe er Bertuccia e spianare ad Adelina la strada verso il principe.